# Jorge de Silva
Jorge de Silva, właściwie James Anthony Sturgess (ur. 21 kwietnia 1973 roku w Acapulco, w stanie Guerrero) – meksykański aktor znany w Polsce m.in. z telenoweli Nie igraj z aniołem.
Występował przez pół roku z zespołem Tierra Cero, a następnie uczył się aktorstwa w Centro de Capacitación Artística de Televisa (CEA). W 1999 roku otrzymał swoją pierwszą okazję do występu w telenoweli Televisa Rosalinda, gdzie uosabiał charakter postaci Beto Pérez Romero, brata tytułowej bohaterki granej przez piosenkarkę Thalíę. Brał udział w reality show Big Brother. W telenoweli Miłość bez granic (Corazones al límite, 2006) zagrał homoseksualnego Estebana. Wystąpił także w jednej z najbardziej kontrowersyjnych telenowel Miłość bez granic (Amar sin límites, 2006).
Był żonaty z Biancą Singleton, z którą ma jedno dziecko.

## Wybrana filmografia

### Telenowele
- 2008–2009: Nie igraj z aniołem (Cuidado con el ángel) jako Eduardo
- 2007: Muchachitas como tú jako Valente
- 2006: Miłość bez granic (Amar sin límites) jako Arnaldo
- 2006: Pojedynek pasji (Duelo de pasiones) José Gómez
- 2005: Piel de otoño jako Eduardo Gutiérrez Ruiz
- 2005: Kobieta, występ w realnym życiu (Mujer, casos de la vida real)
- 2004: Corazones al límite jako Esteban Molina Vallardes
- 2003: Klasa 406 (Clase 406) jako Luigi
- 2003: Córka przeznaczenia (Niña... amada mía) jako Ringo
- 2002: Kobieta, występ w realnym życiu (Mujer, casos de la vida real)
- 2002: Niech żyją dzieci! (¡Vivan los Niños!)
- 2001: Virginia (La Intrusa) jako Raymundo
- 2001: Kobieta, występ w realnym życiu (Mujer, casos de la vida real)
- 2000: Mujeres engañadas jako Raúl
- 2000: W niewoli uczuć (Abrázame muy fuerte) jako Abel 'Abelito' Ramos
- 1999: Kobiety zwiedziona (Mujeres engañadas) jako Raúl
- 1999: Rosalinda jako Beto Pérez Romero

### Miniseriale
- 2001: Bez końca (Navidad sin fin) jako Felipe
- 1999: Cuento de Navidad" (1999) TV mini-series Muchachitas como tú jako Diego

### Filmy fabularne
- 2004: Desnudos jako Alan